# Олонецкое правительство
Оло́нецкое правительство — правительство Олонецкой Карелии, орган власти, созданный 15 мая 1918 года белофиннами для управления южными районами Карелии (Олонецкой губернии), которые были взяты ими в ходе так называемого Олонецкого похода в апреле-мае 1918 года.
Правительство, возглавляемое судьёй О. Окессоном, состояло из местных представителей карельского зажиточного крестьянства и предпринимателей. Основной задачей правительства был выход Карелии из России, независимость (основываясь на Декларации прав народа, принятого в первые же дни нового большевистского правительства РСДРП, Лениным на Съезде Советов в ноябре 1917 года в Петрограде и его программном принципе свободы самоопределения народа, в том числе с правом отделения в независимое государство, закрепленное в Конституции РСФСР 1918 года, а в дальнейшем воссоединение южной Карелии с Северной Карелией в составе этно-лингвистически родственной к Финляндии.
Олонецкое правительство направлялось основанным в Хельсинки Олонецким комитетом. Программа военных и административных мероприятий, а также взятия территорий южной Карелии, составленная этим комитетом, стала программой Олонецкого правительства и была одобрена правительством Финляндии 30 июня 1919 года. Финское правительство даже выделило Олонецкому правительству займы и прочие расходы (всего на 16 600 000 финских марок) на формирование Олонецкой добровольческой армии численностью около 2000 человек, а также на организацию Олонецкого похода, однако потребовало гарантировать эти расходы природными богатствами Олонецкого края.
Олонецкая добровольческая армия была создана в июне-июле 1919 года под патронажем Олонецкого правительства, и был организован Олонецкий поход. В июле 1919 года правительство было реорганизовано и в его состав был введён представитель от Финляндии. Однако, в августе 1919 года Олонецкая добровольческая армия потерпела поражение, Олонецкий поход провалился.
В октябре 1920 года Олонецкое правительство формально прекратило своё существование, так как его члены вошли в состав Карельского объединённого правительства.

## Символика
Государственная печать Олонецкого временного управления представляла собой герб в центре, на варяжском щите которого, были изображены две противопоставленные друг другу руки, справа в латах, держащая серебряный меч, слева в кольчуге, держащая саблю, под ними находились стилизованные буквы «А» и «К», вплетенные друг в друга. Герб на печати окружала надпись: «Aunuksen väliaikainen hoitokunta» (Временная администрация Оунуса).